# Erich Kloss (Autor)
Erich Kloss, auch Erich Kloß (* 9. März 1889 in Eichhorst im Landkreis Niederbarnim; † 15. Oktober 1964 in Berlin-Dahlem) war ein deutscher Buchautor. Der Lehrer aus der Mark Brandenburg verarbeitete sein Wissen über die Flora und Fauna von Feld, Wald und Wiese und ihrer Bewohner in Sachbüchern, aber auch in Tierromanen und Kinder- und Jugendbüchern.

## Leben
Kloss’ Großvater und Vater waren Lehrer und auch Erich Kloss schlug diesen Berufsweg ein. Sein Vater war außerdem Förster und betrieb eine Landwirtschaft. Seine Mutter war Hausfrau, er hatte drei Geschwister. 1915 heiratete er seine Frau Martha. Tochter Hildegard überarbeitete später einen Teil seiner Werke.
Erich Kloss wuchs in Eichhorst am Werbellinsee (heute ein Ortsteil der Gemeinde Schorfheide in Brandenburg) auf. Er machte als Kind viele Streifzüge in der Natur und angelte gerne. Später war er vor allem in Schönwalde und Berlin tätig, wo er als Lehrer im Naturkundeunterricht aufging, Schulbücher schrieb und illustrierte.
Neben der Veröffentlichung von Schul- und Fachbüchern und Geschichten aus Wald und Flur war er einige Jahre (bis 1934) bei deutschen Rundfunksendern als Erzähler von Tiergeschichten tätig. Erich Kloss hatte sich auch als Illustrator versucht, jedoch mit nur mäßigem Erfolg. Der Nationalsozialismus schränkte seine Schriftstellerei ein: Kloss war parteilos und ging auf die propagierte Erziehung in den NS-Jugendverbänden nicht ein. Aus diesen Gründen wurde er weder befördert noch durfte er mit seinen Tiererzählungen weiter im Rundfunk tätig sein. 1944 wurde er zur Marine einberufen. Nach dem Krieg war er Schulleiter in Schönwalde. 1950 flüchtete er aus der DDR nach West-Berlin, wo er auch seinen Lebensabend verbrachte. An seinem 75. Geburtstag wurden insgesamt fünf Millionen seiner Bücher als verkauft gemeldet.
Erich Kloss starb 1964 im Alter von 75 Jahren in Berlin, er wurde auf dem Waldfriedhof Dahlem beigesetzt. Das Grab ist nicht erhalten.

## Werk

### Sachbücher
Erich Kloss beschrieb in Sachbüchern gerne die Zusammenhänge zwischen Mensch, Tier und Natur. Ob Angelanleitung für Kinder oder Gärtnerbuch, sein wichtigstes Anliegen war, den Kindern den richtigen Umgang mit Tier und Natur nahezubringen. Er beschrieb die Biologie der Tiere und ihre Bedeutung im Ökosystem. In seinen Büchern wird das Verhalten zwischen den Tieren nicht als brutal, sondern als ein natürlicher Verlauf mit all seinen Facetten dargestellt.
Ebenso veröffentlichte er als Autor und teilweise als Herausgeber Schulbücher der Bereiche Naturwissenschaft, Technik, Biologie und Physik. Einige seiner Geschichten sind in Schulbüchern für den Deutschunterricht in Grund- und Hauptschule in Auszügen veröffentlicht worden.
Häufig verwischt sich in seinen Büchern die Grenze zwischen Sachbuch und Belletristik.

### Tierromane und Jugendschriften
Erich Kloss wurde in erster Linie durch seine jeweils vierbändigen Jugendbuchreihen Im tiefen Forst sowie … im Försterhaus bekannt. Die Hauptfiguren und somit die „Helden“ von Erich Kloss sind Jäger, Fischer und Landwirte. Die Illustrationen dieser Jugendbücher stammten sämtlich von Moritz Pathé. Kloss hat noch weitere Kinderbücher veröffentlicht, vor allem im Franz Schneider Verlag. Diese bringen immer wieder seine Naturverbundenheit zum Ausdruck, ebenso seinen Glauben an die Ordnung in der Tier- und Pflanzenwelt, in der auch der Mensch seinen Platz hat. Beispiele sind die Bücher um das Tierschützerdorf Schönwalde.

## Werke (Auswahl)

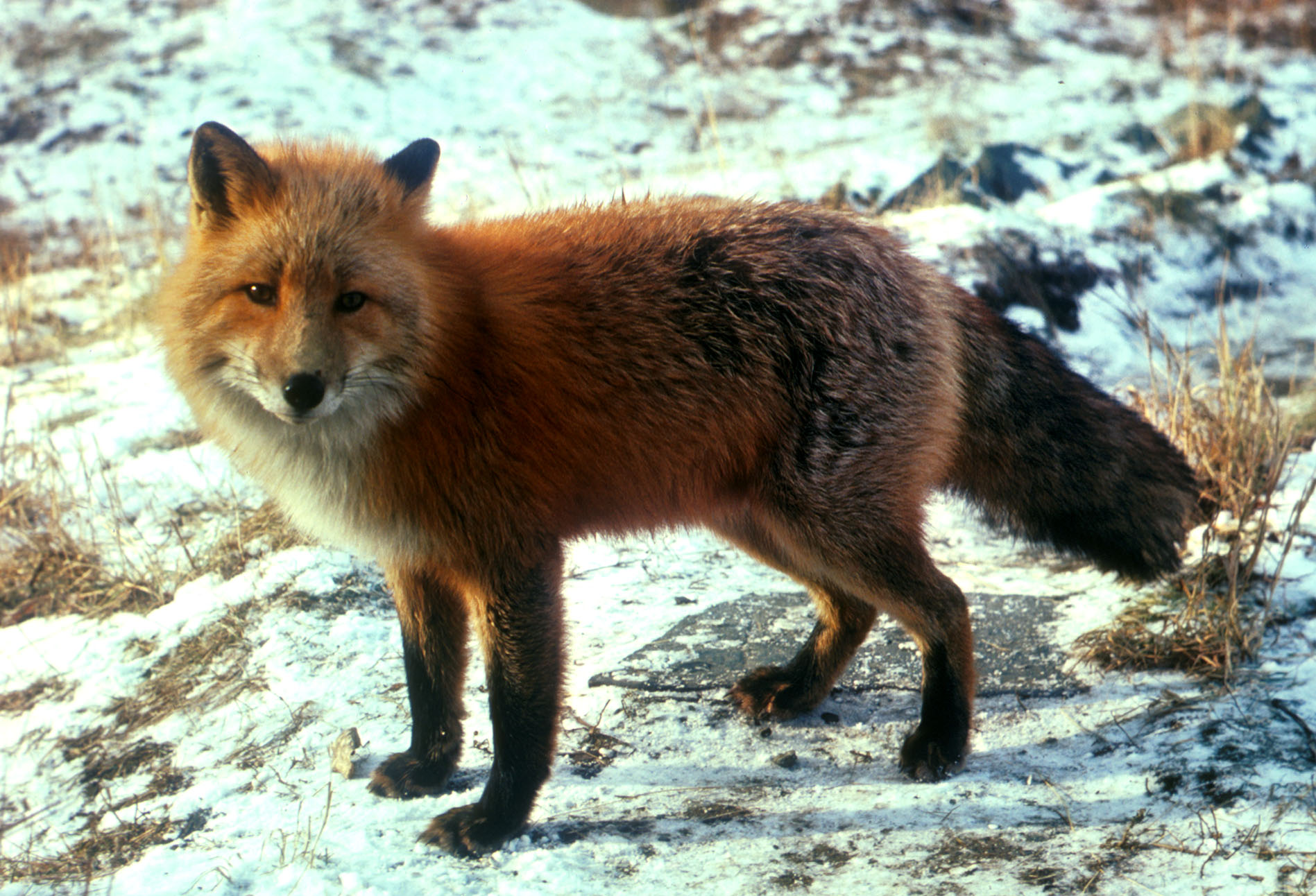
„Langsam hob Horst das Glas, und deutlich erkannte er den Fuchs, seinen spitzen Fang, den silbrig schimmernden Balg, die lange Lunte, die auf dem Schnee nachschleifte.“
Aus: „Winterferien im Försterhaus“.

Försterhaus-Reihe, jeweils mit dem Untertitel „Ein Junge erlebt den Wald und seine Tiere“:
- Frühling im Försterhaus
- Sommertage im Försterhaus
- Herbstfreuden im Försterhaus, Franz Schneider Verlag, München o. J. [1953].
- Winterferien im Försterhaus, Vier-Tannen-Verlag, Berlin 1948. Neuauflage im Franz Schneider Verlag, München o. J. [ca. 1950].

Reihe „Im tiefen Forst“:
- Horst wird Förster
- Horst und das Raubwild
- Der König der Nacht
- Jagdabenteuer am Waldsee